# Liste der Baudenkmäler in Essen

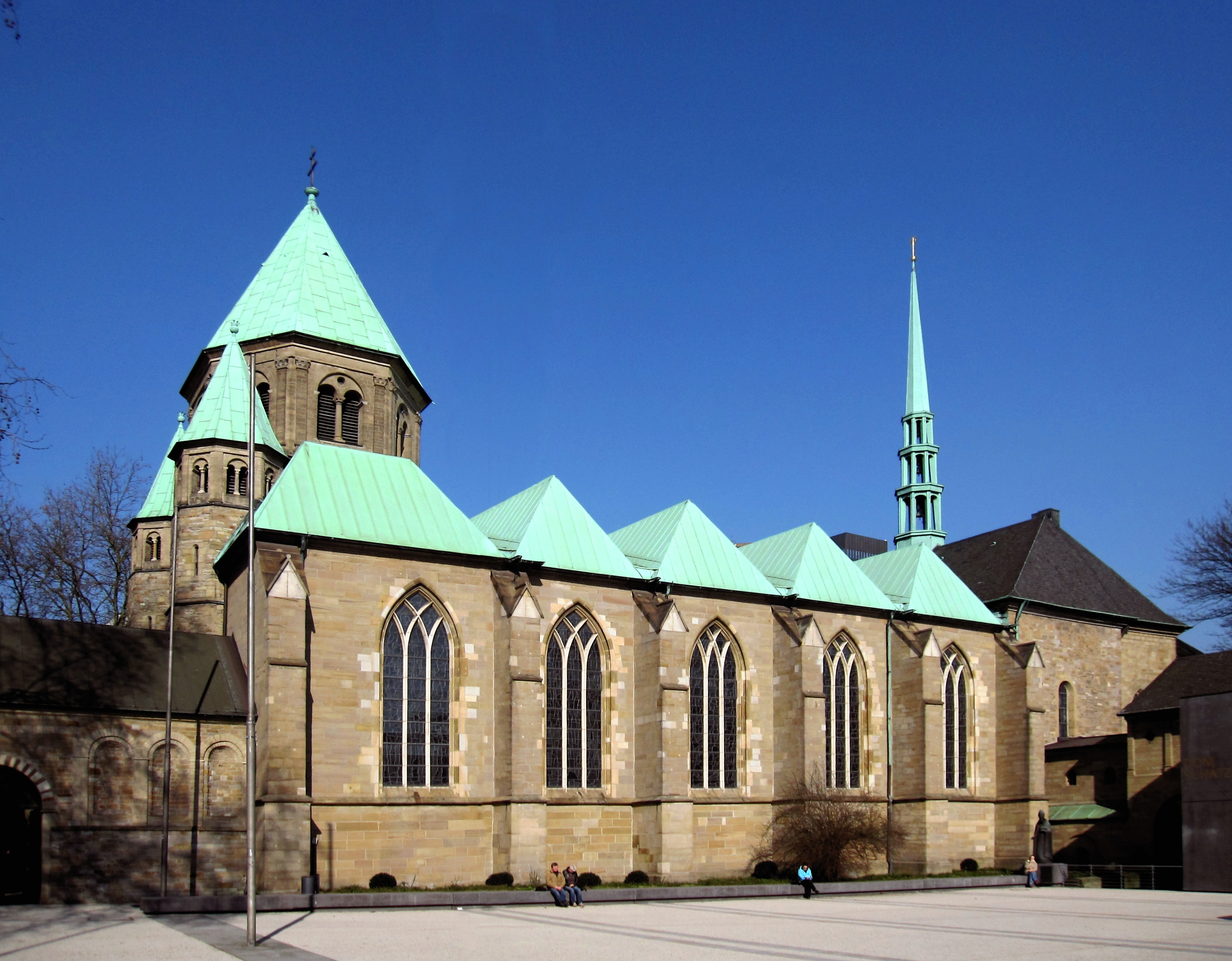
Essener Dom im Stadtkern gilt als Keimzelle der Stadt, Denkmal-Nr. 6

In der Liste der Baudenkmäler in Essen sind alle Baudenkmäler der Stadt Essen in Nordrhein-Westfalen aufgeführt. Grundlage ist die Denkmalliste der Stadt Essen.
Mit dem Erlass des ersten Denkmalschutzgesetzes sorgte das Land Nordrhein-Westfalen im Jahr 1980 für die Rechtsgrundlage, mit der die Denkmalbehörden in ihrem kommunalen Zuständigkeitsbereich tätig werden konnten. Dadurch wurden die Fachämter im Rheinland und Westfalen damit beauftragt, eine Liste mit historisch bedeutenden Bauwerken zur Begutachtung zu erstellen.
Die Liste ist nach Stadtteilen sortiert.

## Teillisten
- Liste der Baudenkmäler in Altendorf (Essen)
- Liste der Baudenkmäler in Altenessen-Nord
- Liste der Baudenkmäler in Altenessen-Süd
- Liste der Baudenkmäler in Bedingrade
- Liste der Baudenkmäler in Bergeborbeck
- Liste der Baudenkmäler in Bergerhausen (Essen)
- Liste der Baudenkmäler in Bochold
- Liste der Baudenkmäler in Borbeck-Mitte
- Liste der Baudenkmäler in Bredeney
- Liste der Baudenkmäler in Burgaltendorf
- Liste der Baudenkmäler in Byfang
- Liste der Baudenkmäler in Dellwig (Essen)
- Liste der Baudenkmäler in Fischlaken
- Liste der Baudenkmäler in Freisenbruch
- Liste der Baudenkmäler in Frillendorf
- Liste der Baudenkmäler in Frintrop
- Liste der Baudenkmäler in Frohnhausen (Essen)
- Liste der Baudenkmäler in Fulerum
- Liste der Baudenkmäler in Gerschede
- Liste der Baudenkmäler in Haarzopf
- Liste der Baudenkmäler in Heidhausen (Essen)
- Liste der Baudenkmäler in Heisingen
- Liste der Baudenkmäler in Holsterhausen (Essen)
- Liste der Baudenkmäler in Horst (Essen)
- Liste der Baudenkmäler in Huttrop
- Liste der Baudenkmäler in Karnap
- Liste der Baudenkmäler in Katernberg (Essen)
- Liste der Baudenkmäler in Kettwig
- Liste der Baudenkmäler in Kray (Essen)
- Liste der Baudenkmäler in Kupferdreh
- Liste der Baudenkmäler in Leithe (Essen)
- Liste der Baudenkmäler in Margarethenhöhe
- Liste der Baudenkmäler im Nordviertel (Essen)
- Liste der Baudenkmäler im Ostviertel (Essen)
- Liste der Baudenkmäler in Rellinghausen
- Liste der Baudenkmäler in Rüttenscheid
- Liste der Baudenkmäler in Schönebeck
- Liste der Baudenkmäler in Schonnebeck
- Liste der Baudenkmäler in Schuir
- Liste der Baudenkmäler in Stadtkern (Essen)
- Liste der Baudenkmäler in Stadtwald (Essen)
- Liste der Baudenkmäler in Steele (Essen)
- Liste der Baudenkmäler in Stoppenberg
- Liste der Baudenkmäler im Südostviertel
- Liste der Baudenkmäler im Südviertel (Essen)
- Liste der Baudenkmäler in Überruhr-Hinsel
- Liste der Baudenkmäler in Überruhr-Holthausen
- In Vogelheim sind keine Baudenkmäler ausgewiesen.
- Liste der Baudenkmäler in Werden
- Liste der Baudenkmäler im Westviertel (Essen)